# 壁纸

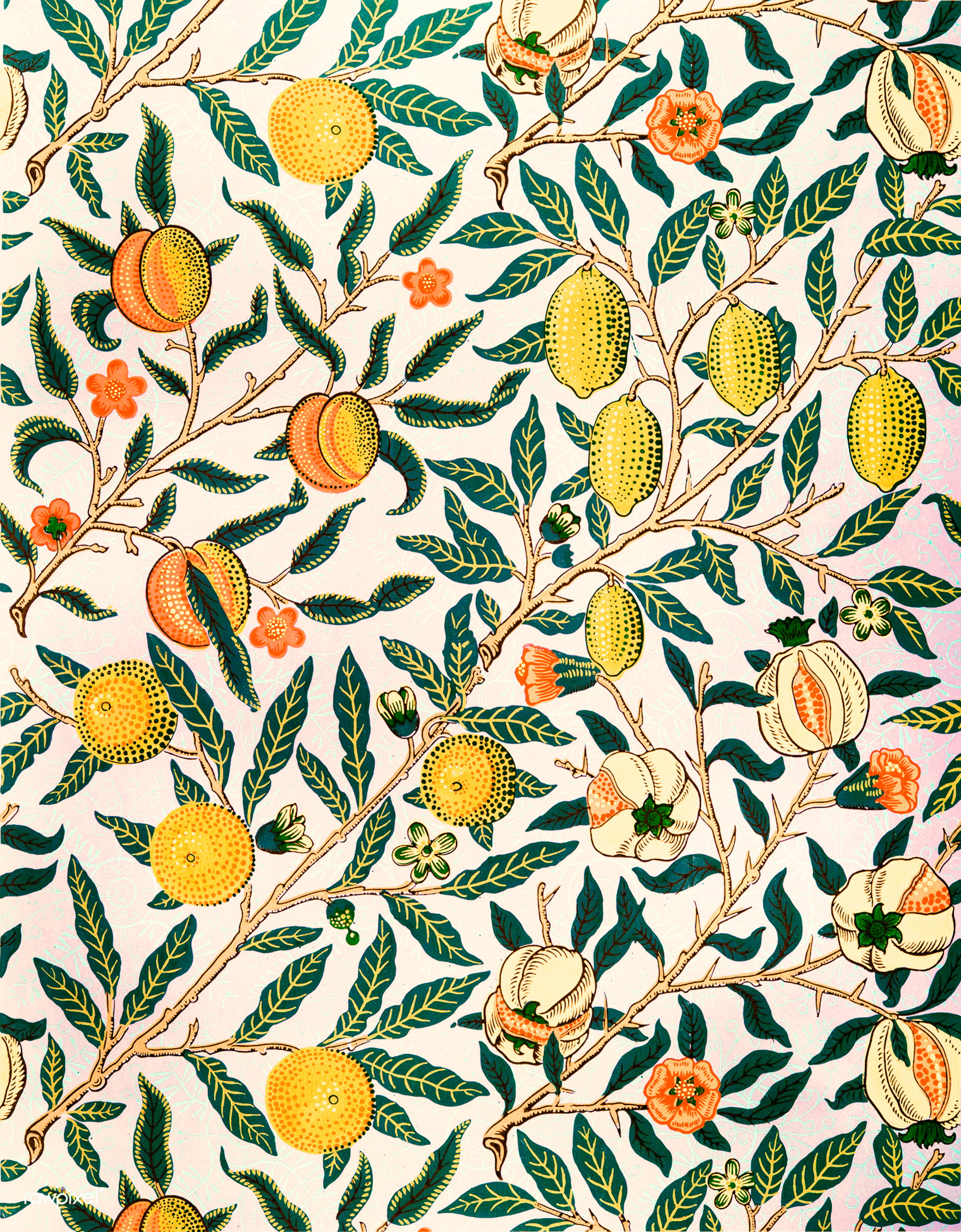
壁纸

壁纸（英語：wallpaper或wallcoverings）是室內装修常选用的一种材料，也称为墙纸。壁纸的种类有：纸基PVC壁纸，纯纸壁纸，纯无纺纸壁纸，无纺纸纸基PVC面壁纸。以機械大量生產壁纸的做法，英國大約是自18世紀開始、而中國是從1976年開始。

## 发展阶段
主要指在中国的发展阶段。
- 1976年到1986年主要应用于一些高档饭店、宾馆。
- 1986年到2001年主要流行的是发泡壁纸，到1992年时发展到顶峰，随后因质量问题，市场占有率下降。
- 2001年到现在，是第三阶段，2008年是一个转折点，自从2008年起，大大小小的壁纸厂家开始出现了。

## 種類
常用的壁紙有矽藻土壁紙、浮雕壁紙、絨質壁布、泡棉壁紙、塑膠壁布、紙藤壁布、金箔壁紙、塗畫壁紙、腰帶壁紙、防燄壁紙、螢光壁紙等。

## 施工器具
1. 佈膠機：使壁紙能均勻佈膠。
2. 美工刀：裁切多餘的壁紙。
3. 捲尺：量測壁紙的長度。
4. 長毛刷：主用在牛皮紙的佈膠。
5. 短毛刷：推擠刷平壁紙之用。
6. 刮刀：多為壓克力板，主要為擠壓、推平壁紙。
7. 毛巾或海綿：擦拭多餘或溢出的膠水。

## 施工方式
1. 素面整理，按照施工區域表面狀況進行處理，看是批土將板材接縫整平或用牛皮紙鋪貼底層。
2. 丈量，量測須貼壁紙牆面之尺寸。
3. 調漿糊，把漿糊跟水用3：1的比例調合成黏稠狀。
4. 裁紙，依照尺寸裁切所需要的壁紙長度。
5. 刷漿糊，用布膠機或滾筒在壁紙背面均勻上膠，上膠後摺疊放置。
6. 貼壁紙，先由壁面轉角或門斗邊較垂直處開始貼，若壁面不夠垂直，可先用鎚球訂出垂直線，先固定好壁紙，依序貼上，再用短毛刷平整刷平。
7. 刷平，用壓克力刮刀輕輕刮平表面，壓出氣泡，刷平一次後，用毛巾或海綿擦拭多餘或溢出的膠水。
8. 裁切，用美工刀將多餘的壁紙裁切整齊。
9. 續貼，接著貼上後續的壁紙，但要注意對花，紙與紙之間，不可重疊。
10. 完成，遇到開關跟插頭時，用美工刀在上方劃十字，再用壓克力刮刀或美工刀平整切齊。